# Rumbach
Pour les articles homonymes, voir Rumbach (homonymie).
Rumbach est une municipalité de la Verbandsgemeinde Dahner Felsenland, dans l'arrondissement du Palatinat-Sud-Ouest, en Rhénanie-Palatinat, dans l'ouest de l'Allemagne.

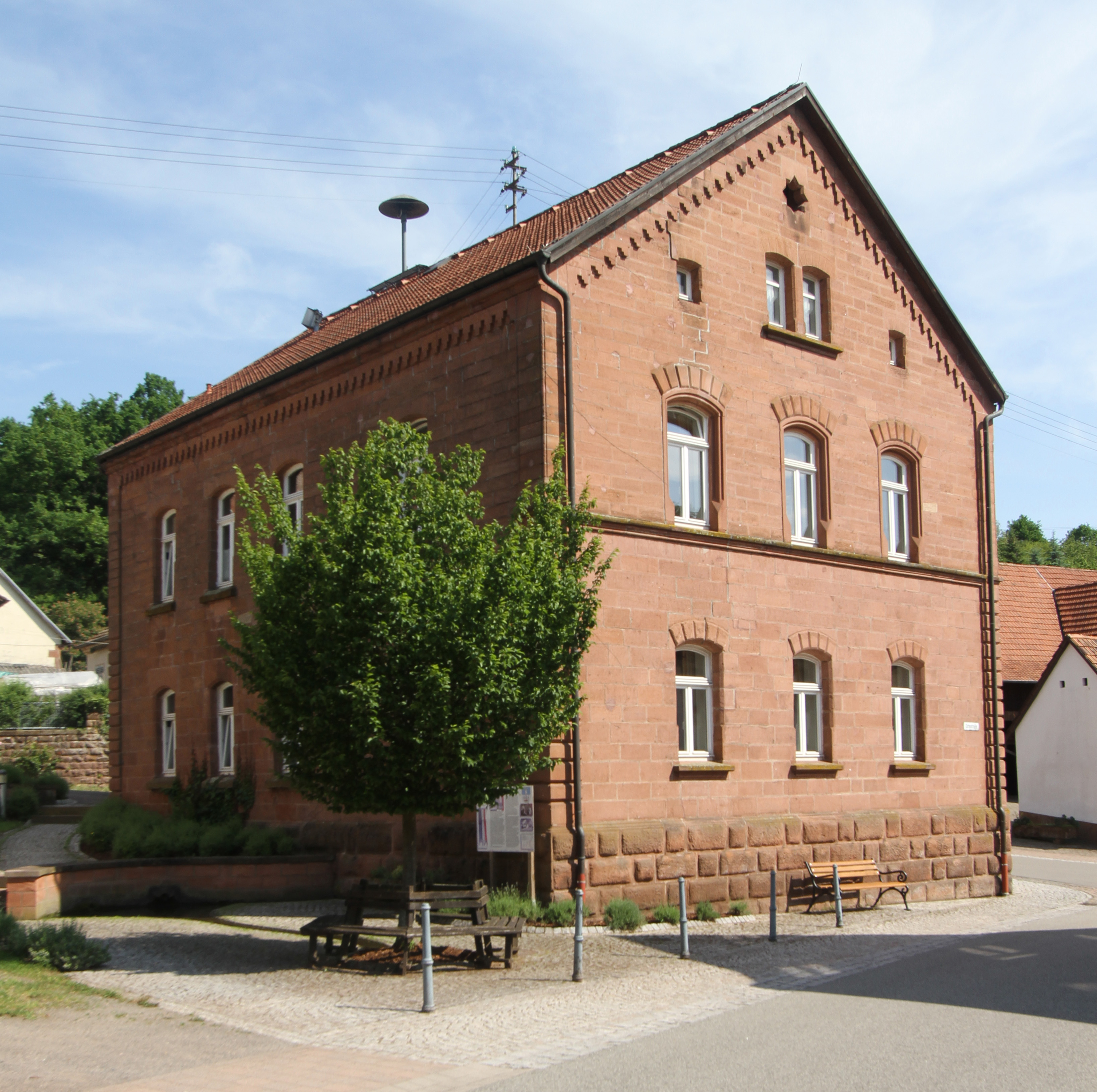
Mairie à Rumbach.